# رزگ (نهبندان)
رِزگ یک روستا در ایران است که در بخش مرکزی شهرستان نهبندان در استان خراسان جنوبی واقع شده‌است.

## جمعیت
این روستا در دهستان میغان قرار دارد و براساس سرشماری مرکز آمار ایران در سال ۱۳۸۵، جمعیت آن ۳۵ نفر (۶ خانوار) بوده‌است.